# Massimo Migliorini
Massimo Migliorini (Firenze, 8 agosto 1948) è un ex calciatore italiano, di ruolo portiere.

## Carriera
Cresciuto calcisticamente nella squadra della sua città, la Fiorentina, senza riuscire ad approdare in prima squadra, inizia la carriera professionistica nelle serie minori, per poi approdare in Serie B, dove disputa cinque stagioni dal 1970 al 1975 difendendo i pali di Ternana, Ascoli, Taranto e Sambenedettese, per complessiva 129 presenze fra i cadetti. In seguito prosegue la carriera in Serie C.
Nella stagione 1971-1972 contribuisce con 15 presenze all'attivo alla vittoria della Ternana nel campionato cadetto; non viene confermato per la stagione successiva in massima serie.

## Palmarès

### Club

#### Competizioni nazionali
- Serie B: 1

Ternana: 1971-1972